# Vliegende vissen
De vliegende vissen (Exocoetidae) zijn een familie straalvinnige zeevissen bestaande uit ongeveer 70 soorten, gegroepeerd in 7 tot 9 geslachten. Vliegende vissen komen in alle belangrijke oceanen voor, hoofdzakelijk in warm tropisch en subtropisch water. Hun belangrijkste kenmerk zijn hun borstvinnen, die ongewoon groot zijn en de vissen in de gelegenheid stellen korte duikvluchten te maken om te ontsnappen aan roofdieren. Bij sommige soorten zijn de buikvinnen ook ongewoon groot, en lijkt het alsof de vis vier vleugels heeft.

## Het 'vliegen'
Om zich voor een glijdende beweging klaar te maken, scheert de vis met grote snelheid vlak onder het wateroppervlak door, en houdt daarbij de vinnen dicht bij het lichaam. Als de vis het water verlaat, spreidt hij zijn vinnen uit. De staartvin is gewoonlijk diep gevorkt; het onderste gedeelte van de vin is langer dan het bovenste. De vis beweegt snel de onderste kwab om zich voort te bewegen als het overige deel van het lichaam het water reeds heeft verlaten. Uiteindelijk komt zelfs de staart boven het water uit. Vliegende vissen klapperen niet met hun "vleugels". Bij het glijden kan een vliegende vis zijn snelheid bijna verdubbelen, soms tot wel 60 km/h. Met de techniek overbrugt de vis gewoonlijk een afstand van 30-50 meter met een hoogte van maximaal 1,5 meter. De vliegende vis kan ook een serie glijdende bewegingen maken, waarbij hij elke keer de staart in het water dompelt en een voorwaartse stoot maakt om zich zo opnieuw af te zetten. De vliegende vis vliegt dus eigenlijk niet maar glijdt door de lucht door middel van luchtdruk (net zoals een zweefvliegtuig). 

## Vijanden
De vijanden van een vliegende vis zijn Dolfijnvissen (Goudmakrelen), Tonijnen en mensen. De Goudmakrelen maken zelf ook springbewegingen uit het water als ze proberen hun prooi te vangen of zelf achterna gezeten worden, maar ze behoren niet tot de familie vliegende vis. De vliegende vis wordt ook gezien als lekkernij in vooral Australië, Zuidoost-Azië en Brazilië. Hij wordt daar vers, gedroogd of gezouten verkocht en vervolgens gebakken of gestoofd. Een nadeel is dat vliegende vissen wel veel graatjes bevatten. Per jaar wordt er ongeveer 60 000 ton vliegende vis gevangen in de wereld. In de Filipijnen het meeste. Zij gaan met 25 000 ton per jaar aan kop.

## Uiterlijk
De meeste soorten vliegende vis worden maximaal 30 cm lang, hoewel enkele soorten lengtes tot 45 cm zouden kunnen bereiken. De ogen zijn platter dan bij normale vissen en zijn speciaal toegerust om boven het wateroppervlak te kunnen zien. Hoewel de vliegende vis kan zweven heeft hij ook hulpmiddelen om te voorkomen dat zijn vijanden hem zien. De rug van de vliegende vis is grijsblauw. Zo valt hij van boven niet op als je in de zee kijkt. De buik van de vis is zilver. Zo valt hij van onder gezien niet op in vergelijking met de zee.

## Voedsel
De vliegende vis is carnivoor. Hij voedt zich met plankton, kleine kreeftachtigen en larven. 's Avonds zwemmen vliegende vissen naar de kust of inhammen om zich te voeden. Daarbij openen ze hun mond en zuigen ze alles naar binnen wat ze tegenkomen. In de mond scheiden ze al het eetbare en oneetbare van elkaar en slikken het eetbare door.

## Geslachten
Men onderscheidt de volgende geslachten vliegende vissen:
- Cheilopogon Lowe, 1841
- Cypselurus Swainson, 1838
- Danichthys Bruun, 1934
- Exocoetus Linnaeus, 1758
- Fodiator Jordan and Meek, 1885
- Hirundichthys Breder, 1928
- Oxyporhamphus T. N. Gill, 1864
- Parexocoetus Bleeker, 1866
- Prognichthys Breder, 1928